# Cmentarz parafialny w Chotomowie
Cmentarz parafialny w Chotomowie – nekropolia położona we wsi Chotomów przy ul. Kościelnej, należąca do parafii Wniebowzięcia Najświętszej Maryi Panny w Chotomowie. Najstarsze pochówki datują się na połowę XIX wieku.

## Historia
Obecny cmentarz parafialny powstał w XIX wieku i jest kolejną nekropolią w Chotomowie po cmentarzu przykościelnym, po którym przy budynku kościoła pozostał drewniany krzyż z inskrypcją „1826”. Najstarsze znane pochówki datują się na lata 50. XIX wieku. Na cmentarzu chotomowskim grzebano zmarłych z okolicznych miejscowości, także z Legionowa, w którym cmentarz powstał dopiero w 1934. Przykładem tego jest grób Walerego Hynka, który został pochowany przez syna kpt. Francisza Hynka na nekropolii najbliższej jednostki wojskowej, w której służył (2. Batalion Balonowy w Legionowie).
Na cmentarzu pochowani są wybitni przedstawiciele lokalnej społeczności, w tym nauczyciele, duchowni, wojskowi, uczestnicy powstań. W ramach nekropolii znajduje się też kwatera carskich urzędników z czasów zaborów. Wśród najstarszych grobów znajdują się mogiły następujących osób: baron Władysław Michałkowski, Romuald Aleksander Stypułkowski (zm. 1893) – urzędnik Towarzystwa Wyścigów Konnych w Królestwie Polskim, Eustachy Choromański (1858–1904) - inżynier dróg komunikacji, zmarły w Kazalińsku w Azji Środkowej, Piotr Aleksiejewicz Preferański (1854–1901) – starszy lekarz 4. Batalionu Kolejowego, Iwan Ananiewicz Krzyżanowski (1868–1911) – radca nadworny, Feliks Kisielewski (1837–1911) radca stanu, sędzia trybunału w Suwałkach, sędzia śledczy w Chorolu.

## Osoby zasłużone pochowane na cmentarzu
- Stanisław Chróściel (1930–1992) – matematyk i fizyk, docent Politechniki Warszawskiej[2]
- Tadeusz Fangrat (1912–1993) – polski poeta, satyryk, tłumacz literatury węgierskiej[3]
- Stefan Krasiński (1901–1944) – oficer Armii Krajowej, kierownik szkoły w Chotomowie, poległy 3 sierpnia 1944 w walkach powstańczych[1]
- Józef Lemański (1929–2018) – działacz harcerski i konspiracyjny z czasów II wojny światowej, samorządowiec[4]
- Wincenty Rapczyński – uczestnik powstania styczniowego 1863 roku[1]
- Jan Trzaskoma (1897–1943) – duchowny katolicki, działacz konspiracyjny, zamordowany w niemieckim nazistowskim obozie koncentracyjnym w Dachau (grób symboliczny)[5]
- Ligia Urniaż-Grabowska (1937–2017) – lekarka, działaczka opozycji demokratycznej w PRL, senator IV kadencji, wiceprezydent Legionowa[6]
- Bohdan Wróblewski (1931–2017) – grafik, ilustrator, reżyser zdjęć reklamowych[7]
- Polikarp Wróblewski (1898–1983) – działacz niepodległościowy, dowódca grupy Polskiej Organizacji Wojskowej w Chotomowie, działacz ochotniczych straży pożarnych[1]